# Солер-Эспиауба, Долорес
Доло́рес Соле́р-Эспиау́ба Коне́са (исп. Dolores Soler-Espiauba Conesa; род. 7 сентября 1935 года, Картахена) — испанская писательница.
Получила диплом по специальности «германская и испанская филология» Университета Комплутенсе в Мадриде, преподавала в Португалии, Франции и Польше, до тех пор пока не выбрала в качестве постоянного места жительства Брюссель, где и живёт с 1974 года. Солер-Эспиауба работала переводчицей и преподавательницей в различных учреждениях Европейского союза.
Свой первый роман она опубликовала поздно, в 1987 году, и получила за него Премию Фелипе Триго. До этого Долорес участвовала в нескольких конкурсах рассказов. Начиная с этой публикации и последовавшей за ней премии она развивает свою литературную активность и в 1988 году вновь получает Премию Фелипе Триго за «Женщину с нарисованным дождём».
Также получила V премию романа Андалусии за роман «Сестра Анна: Что ты видишь?», который был переведен на несколько языков, Премию Асорина в 1991 году, Премию Кофе Хихон в 1992 и Премию Габриэля Миро за рассказ 2007 года «Могила короля Бальтазара».

## Творчество
Романы
- Утки (1987) — VII премия Фелипе Триго.
- Женщина с нарисованным дождём (1988) — VIII премия Фелипе Триго.
- Хроника забвения (1988) — премия Кофе Ирунья.
- Сестра Анна: Что ты видишь? (1990) — V Премия роман Андалусия
- Элиза или несовершенное прошлое (1992) — премия Асорин
- Золото и мавр. Аликанте (1992) — премия Кофе Хихон
- Пятно ягоды тутового дерева (1997).

Рассказы
- Двенадцать роз для Розы (1989).
- Вор чёрной перчатки (1989).
- И больше было потеряно на Кубе (1995).
- Мавры и Христиане (1995).
- … Но женятся они на брюнетках (1995).
- Больше раковины морской черепахи (1998).
- Такси в Койоакан (1998).
- Mирта и старый сеньор (1998).
- Жизнь — танго (1998).
- Могила короля Бальтазара (2007).